# Hydrogamasellus crozetensis
Hydrogamasellus crozetensis är en spindeldjursart som först beskrevs av Ferdinand Richters 1907.  Hydrogamasellus crozetensis ingår i släktet Hydrogamasellus och familjen Ologamasidae. Inga underarter finns listade i Catalogue of Life.